# Huasco
Huasco ou, na sua forma portuguesa, Guasco é uma comuna da província de Huasco, localizada na Região de Atacama, Chile. Possui uma área de 1.601,4 km² e uma população de 7.945 habitantes (2002).